# Richard Genserowski
David Richard Genserowski (Berlino, 4 aprile 1875 – Portland, 31 dicembre 1955) è stato un ginnasta tedesco.
Partecipò ai Giochi della II Olimpiade che si svolsero a Parigi nel 1900. Prese parte all'unica gara di ginnastica in programma, in cui giunse cinquantaquattresimo.